# Mare Humorum

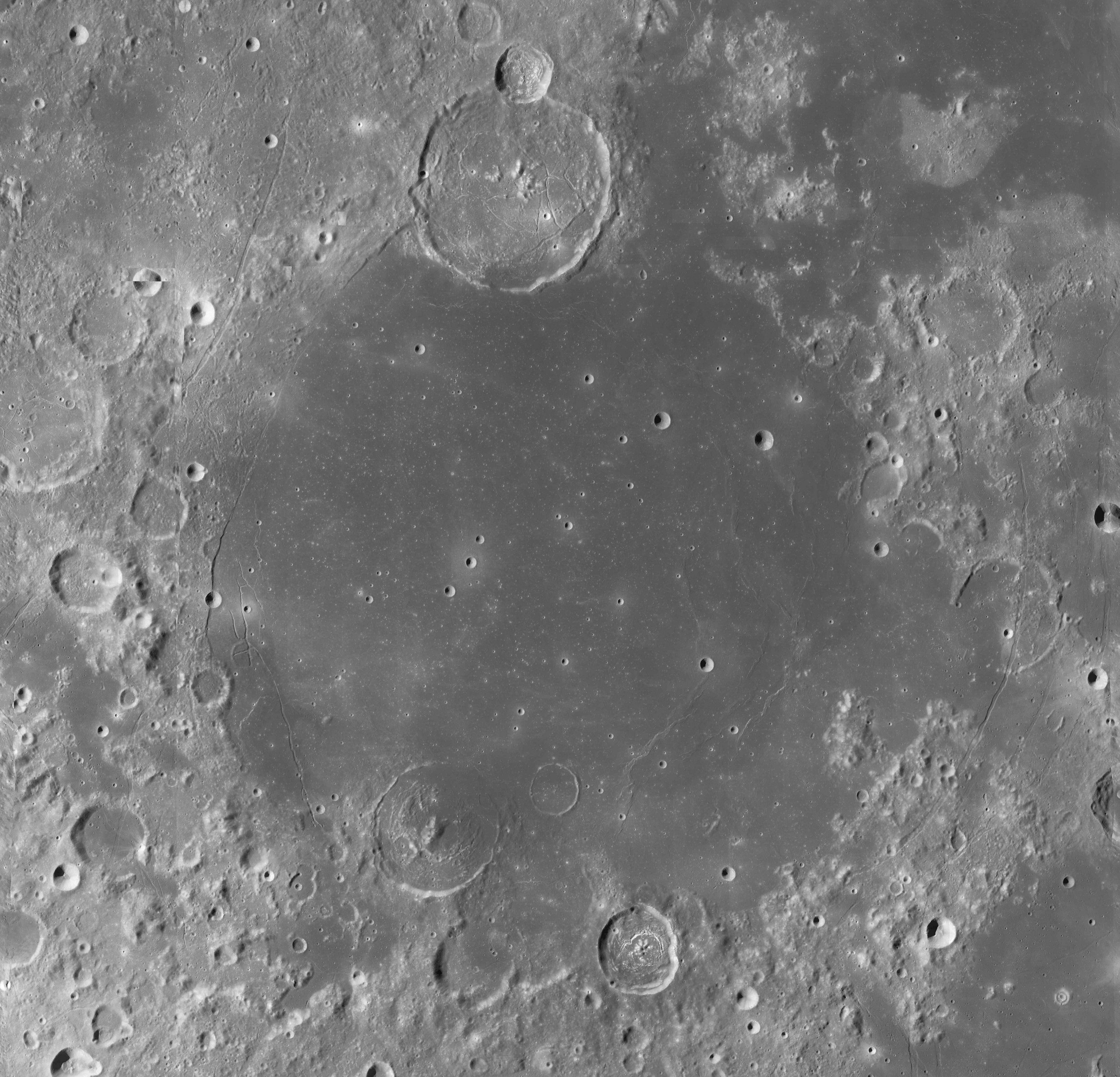
O Mare Humorum.

Mare Humorum (o "mar da umidade") é um mar lunar. A cratera de impacto está localizada em seus 825 quilômetros de extensão. Não foi amostrada pelo programa Apollo, então uma idade precisa não foi determinada. Todavia, um mapeamento geológico indica que tem idade intermediária entre as  bacias do Imbrium e do Nectaris, sugerindo uma idade aproximada de 3,9 bilhões de anos. A Bacia do Humorum é preenchida com uma camada espessa de basalto, a qual acredita-se possuir 3 3 quilômetros de espessura no centro da bacia. À beira ao norte do Mare Humorum está a imensa cratera Gassendi, a qual foi considerada como um possível local de pouso parava Apollo 17.